# Mallomys rothschildi
Espèce
Statut de conservation UICN

 LC  : Préoccupation mineure
Mallomys rothschildi ou Rat de Rothschild est une espèce de rongeurs de la famille des Muridés endémique de Nouvelle-Guinée.

## Description
Le rat de Rothschild mesure de 34 à 38 cm, a une queue de 36 à 42 cm et pèse de 0,95 à 1,5 kg. Il est presque noir sur le dos et brun-roux sur le ventre. Il mange des végétaux, essentiellement des pousses et des feuilles.
C'est un animal solitaire.

## Répartition et habitat
Elle est endémique de la Nouvelle-Guinée, île partagée entre l'Indonésie et la Papouasie-Nouvelle-Guinée. On la trouve entre 1 200 et 3 700 m d'altitude. Cette espèce arboricole vit dans la forêt tropicale humide.